# Louis Le Chatelier
Louis Le Chatelier (París, 20 de febrero de 1815 - París 10 de noviembre de 1873) fue un ingeniero francés. No debe confundirse con su hijo Henri Louis Le Châtelier o con Nicolas Le Châtelier. Es conocido por haber descubierto métodos para detectar el gas Grisú en las explotaciones mineras.

## Biografía
Estudió ingeniería de minas en la École polytechnique en el periodo de 1834 a 1836. Tras sus estudios descubrió una serie de métodos para detectar el peligroso gas grisú generado en las explotaciones mineras. En el año 1855 descubrió un método que facilita la fabricación del aluminio desde el mineral bauxita, método que se mejoró posteriormente con el proceso Bayer que patentó Bayer.

## Reconocimientos
- Oficial de la Legión de Honor.
- Orden de Leopoldo de Bélgica.
- En honor a sus logros científicos su nombre figura en la lista de los 72 científicos de la Torre Eiffel.